# AC Sparta Praha/2003
Deze pagina geeft een overzicht van de AC Sparta Praha wielerploeg in 2003.

## Transfers
| Inkomend      | Team 2002    | Uitgaand        | Team 2003 |
| ------------- | ------------ | --------------- | --------- |
| Mario Vonhof  | Team Lamonta | Martin Cervenka | Onbekend  |
| Radek Becka   | Onbekend     | Jan Chrobak     | Onbekend  |
| Pavel Jelinek | Onbekend     | Vaclav Jelinek  | Onbekend  |
| Zdeněk Mlynář | Onbekend     | Daniel Skrdle   | Onbekend  |
|               |              | Jiri Skyba      | Onbekend  |

## Renners
| Naam                        | Geboortedatum    | Nationaliteit | Ploeg 2002   |
| --------------------------- | ---------------- | ------------- | ------------ |
| Tomas Bauer (tot 15/06)     | 26 december 1979 | Tsjechië      |              |
| Radek Becka                 | 16 juli 1979     | Tsjechië      | Onbekend     |
| Richard Faltus              | 13 januari 1977  | Tsjechië      |              |
| Martin Hebík                | 11 november 1982 | Tsjechië      |              |
| Pavel Jelinek (vanaf 11/05) | 28 februari 1984 | Tsjechië      | Onbekend     |
| Zdeněk Mlynář               | 30 oktober 1976  | Tsjechië      | Onbekend     |
| Martin Pecenka              | 22 oktober 1980  | Tsjechië      |              |
| Petr Pucelik                | 24 juli 1972     | Tsjechië      |              |
| Pavel Vesely                | 7 november 1980  | Tsjechië      |              |
| Mario Vonhof (vanaf 1/07)   | 7 juli 1975      | Duitsland     | Team Lamonta |

## Overwinningen
| Wedstrijd                    | Datum        | Categorie | Winnaar        |
| ---------------------------- | ------------ | --------- | -------------- |
| 2e etappe Ringerike GP       | 1 mei 2003   | 2.5       | Richard Faltus |
| Proloog Ytong Bohemia Tour   | 9 juli 2003  | 2.3       | Richard Faltus |
| 1e etappe Ytong Bohemia Tour | 10 juli 2003 | 2.3       | Richard Faltus |

2002 · 2003 · 2004 · 2005 · 2006 · 2007 · 2008 · 2009 · 2010 · 2011 · 2012 · 2013 · 2014 · 2015 · 2016 · 2017 · 2018 · 2019 · 2020 · 2021 · 2022 · 2023 · 2024